# Ваипио-Акрес
Ваипио-Акрес (гав. Waipiʻo, англ. Acres — «акры») — статистически обособленная местность, расположенная на острове Оаху в округе Гонолулу (штат Гавайи, США).

## География
Согласно Бюро переписи населения США статистически обособленная местность Ваипио-Акрес имеет общую площадь 2,7 квадратных километров, относящихся к суше.

## Демография
По данным переписи населения за 2000 год в Ваипио-Акрес проживало 5298 человек, насчитывалось 1823 домашних хозяйства, 1292 семьи и 1951 жилой дом. Средняя плотность населения составляла около 1954,4 человек на один квадратный километр.
Расовый состав Ваипио-Акрес по данным переписи распределился следующим образом: 18,86 % белых, 5,21 % — чёрных или афроамериканцев, 0,36 % — коренных американцев, 36,77 % — азиатов, 8,19 % — коренных жителей тихоокеанских островов, 28,5 % — представителей смешанных рас, 2,11 % — других народностей. Испаноговорящие составили 11,34 % населения.
Из 1823 домашних хозяйств в 36 % — воспитывали детей в возрасте до 18 лет, 51 % представляли собой совместно проживающие супружеские пары, в 13,2 % семей женщины проживали без мужей, 29,1 % не имели семьи. 21,9 % от общего числа семей на момент переписи жили самостоятельно, при этом 3,3 % составили одинокие пожилые люди в возрасте 65 лет и старше. В среднем домашнее хозяйство ведут 2,89 человек, а средний размер семьи — 3,41 человек.
Население Ваипио-Акрес по возрастному диапазону (данные переписи 2000 года) распределилось следующим образом: 27,2 % — жители младше 18 лет, 10,3 % — между 18 и 24 годами, 34,4 % — от 25 до 44 лет, 19,1 % — от 45 до 64 лет и 9 % — в возрасте 65 лет и старше. Средний возраст жителей составил 32 года. На каждые 100 женщин приходилось 105 мужчин, при этом на каждые сто женщин 18 лет и старше приходилось 101,8 мужчин также старше 18 лет.
Средний доход на одно домашнее хозяйство Ваипио-Акрес составил 49 594 долларов США, а средний доход на одну семью — 56 737 долларов. При этом мужчины имели средний доход в 36 923 долларов в год против 24 913 долларов среднегодового дохода у женщин. Доход на душу населения составил 19 251 долларов в год. 9,8 % от всего числа семей в местности и 10,6 % от всей численности населения находилось на момент переписи за чертой бедности, при этом 15,1 % из них были моложе 18 лет и 3,7 % в возрасте 65 лет и старше.